# Дубовый Угол
Дубо́вый У́гол (бел. Дубовы Вугал) — деревня в составе Маслаковского сельсовета Горецкого района Могилёвской области Республики Беларусь.

## Население
- 1999 год — 32 человека
- 2010 год — 12 человек